# Lisa (Brașov)
Lisa (ungarisch Lisza) ist eine Gemeinde im Kreis Brașov in der Region Siebenbürgen in Rumänien.

## Geographische Lage

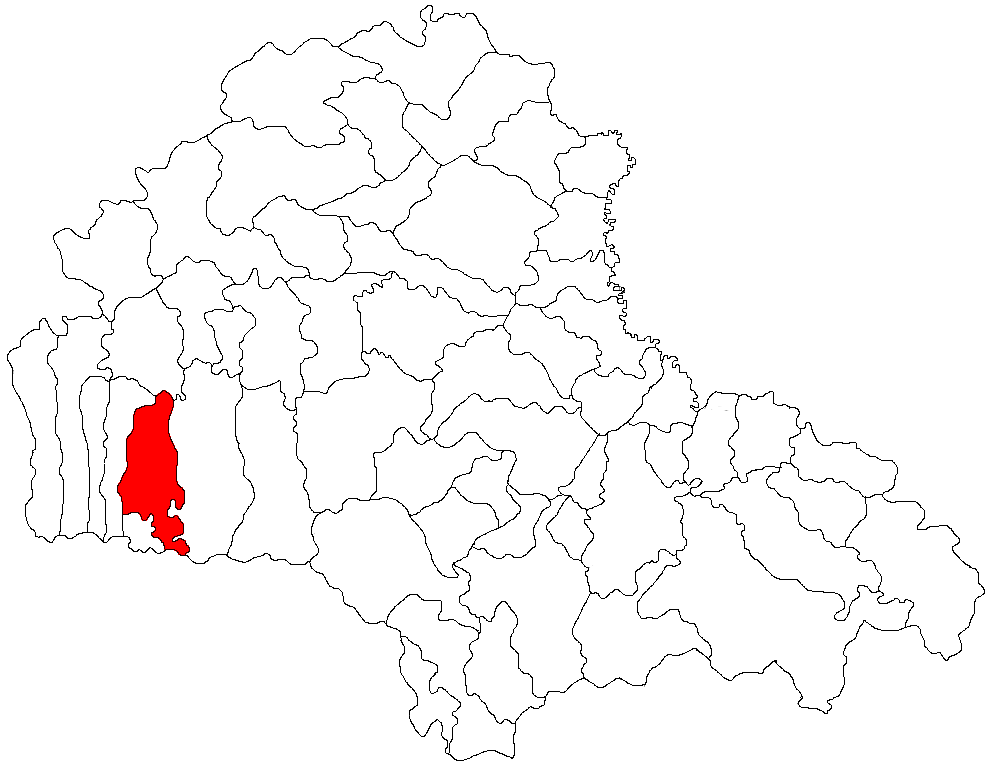
Lage der Gemeinde Lisa im Kreis Brașov

Die Gemeinde Lisa liegt südlich des Siebenbürgischen Beckens in den Nordausläufern des Făgăraș-Gebirge. Am gleichnamigen Bach und der Kreisstraße (drum județean) DJ 104A liegt der Ort Lisa etwa 27 Kilometer südwestlich von der Stadt Făgăraș (Fogarasch); die Kreishauptstadt Brașov (Kronstadt) befindet sich etwa 94 Kilometer östlich entfernt.

## Geschichte
Der Ort Lisa wurde 1527 urkundlich erwähnt. Nach Angaben von Kurt Horedt und Walter Horwath deuten archäologische Funde auf dem Areal des eingemeindeten Dorfes Breaza (Frauendorf) auf eine Besiedlung der Region bis in das 13. Jahrhundert zurück. Bis 1918 gehörte der Ort dem Stuhlbezirk Fogaras im Fogarascher Komitat, anschließend dem Kreis Făgăraș und ab 1950 dem heutigen Kreis Brașov an.

## Bevölkerung
Bei der Volkszählung 1850 wurden auf dem Areal der heutigen Gemeinde Lisa 2737 Menschen gezählt. In der von überwiegend rumänischer Bevölkerung lebenden Gemeinde, wurde die höchste Einwohnerzahl (2985) und auch gleichzeitig die der Rumänen (2981) 1910 registriert. Die der Roma (196) wurde 1992, der Magyaren (7) und der Rumäniendeutsche (2) wurden 1956 ermittelt. 2011 lebten in der Gemeinde Lisa 1744 Menschen. 1547 Rumänen, 137 waren Roma und restliche machten keine Angaben zu ihrer Ethnie.
Die Hauptbeschäftigung der Bevölkerung ist die Agrikultur und die Viehzucht.

## Sehenswürdigkeiten
- Im eingemeindeten Dorf Breaza das ethnografische Dorfmuseum aus dem 19. Jahrhundert und etwa fünf Kilometer südlich vom Dorf, von den Einheimischen La Turn genannt, die Ruinen einer frühmittelalterlichen Burg (Negru Vodă, 842 m[3]), beide stehen unter Denkmalschutz.[7]
- Die Strudelwaschanlage La Vâltori befindet sich nordwestlich von Lisa (⊙) am gleichnamigen Bach.[8][9]

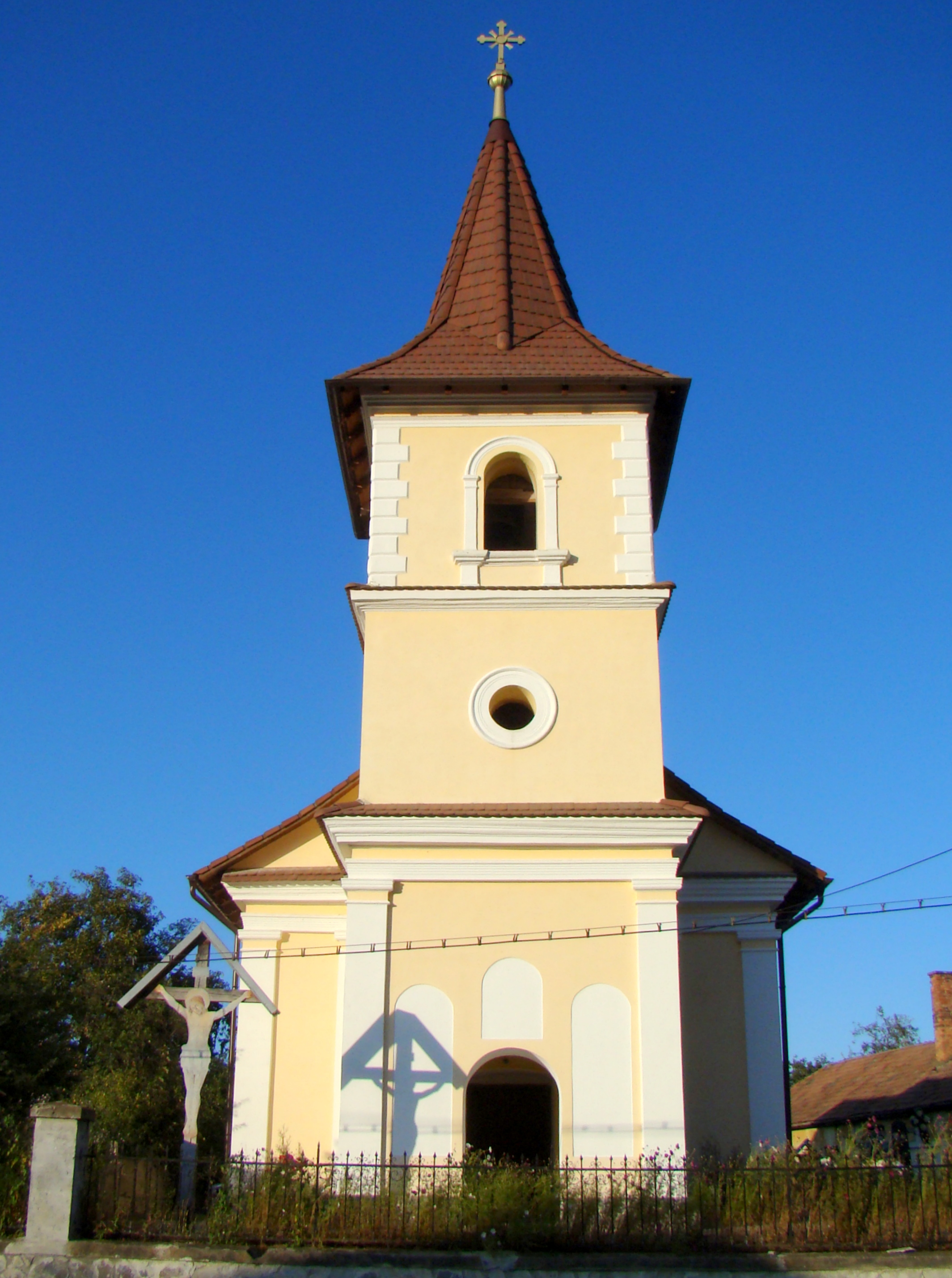
Orthodoxe Kirche in Lisa
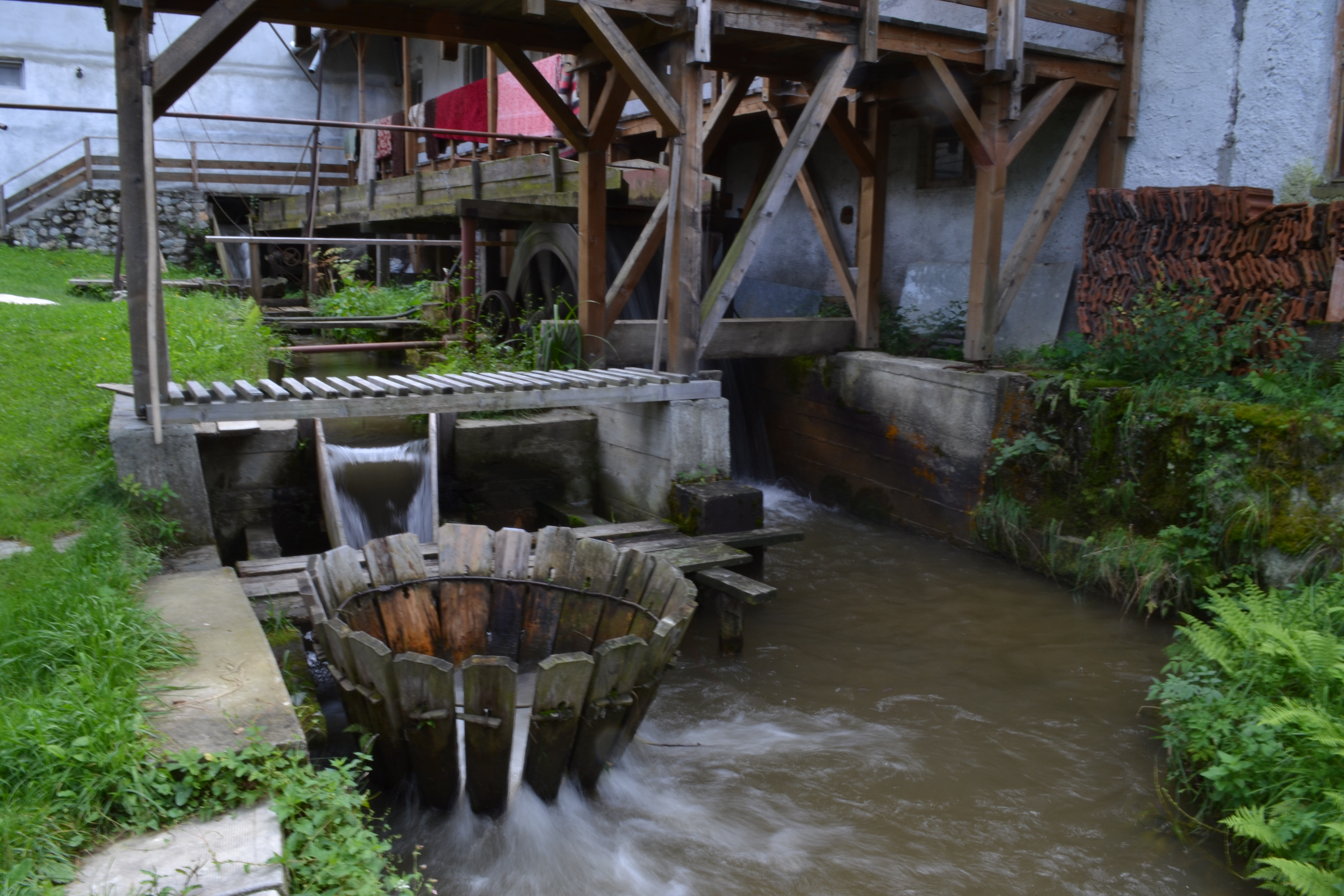
Strudelwaschanlage La Vâltori
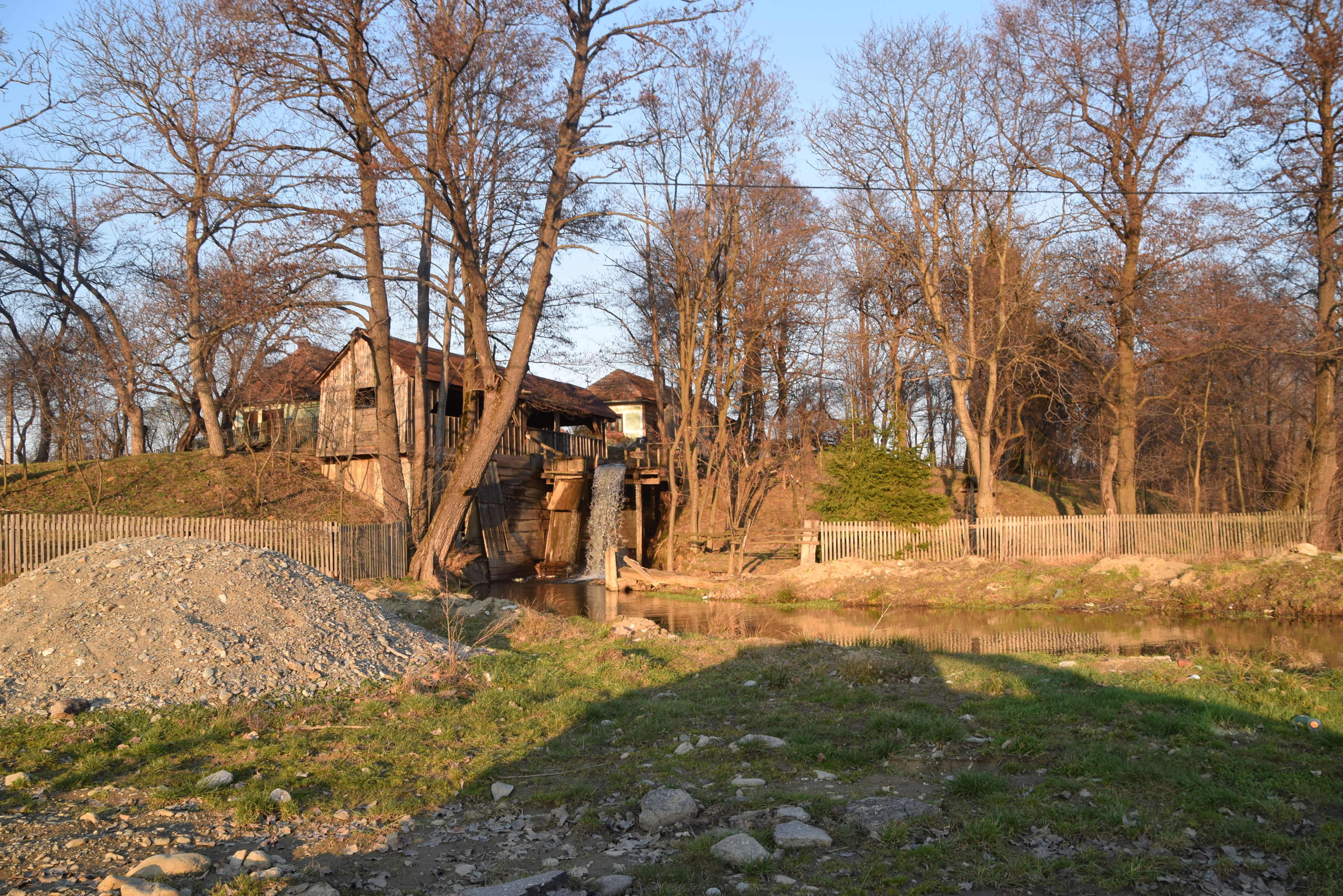
Dorfmuseum in Breaza

## Persönlichkeiten
- Octavian Paler (1926–2007), Schriftsteller, Dichter und Publizist
- Gheorghe Popa-Lisseanu (1866–1945), Historiker, 1919 korrespondierendes Mitglied der Rumänischen Akademie[10]